# Latlong
| Recensione       | Giudizio |
| ---------------- | -------- |
| OndaRock         | 7/10     |
| Rockit           | Positivo |
| Sentireascoltare | 7.6/10   |

Latlong è il terzo album in studio del gruppo musicale italiano Campos, pubblicato il 27 novembre 2020 dalla Woodworm e Universal Music.

## Tracce
Testi e musiche di Davide Barbafiera, Simone Bettin, Tommaso Tanzini.
1. Sonno – 3:35
2. Figlio del fiume – 4:00
3. Santa Cecilia – 4:13
4. Ruggine – 3:17
5. Arno – 1:15
6. Blu – 3:12
7. Addio – 4:28
8. Mano – 4:07
9. Lume – 3:02
10. Dammi un cuore – 3:21
11. Paradiso – 5:43

Durata totale: 40:13